# 군포중앙고등학교
군포중앙고등학교(軍浦中央高等學校)는 대한민국 경기도 군포시 부곡동에 있는 공립 고등학교이다.

## 학교 연혁
- 2012년 8월 22일 : 자율형 공립고 지정
- 2013년 3월 1일 : 초대 김학일 교장 취임
- 2013년 3월 4일 : 제1회 입학식 8학급 246명
- 2016년 2월 3일 : 제1회 졸업식 8학급 216명
- 2017년 3월 1일 : 부곡중앙고등학교에서 군포중앙고등학교로 교명변경
- 2023년 9월 1일 : 제4대 정인숙 교장 취임
- 2024년 1월 5일 : 제9회 졸업식 8학급 180명
- 2024년 3월 4일 : 제12회 입학식 8학급 214명

## 참고 자료
- 군포중앙고등학교 - 한국교육학술정보원 학교알리미